# Janavis
Janavis is een geslacht van uitgestorven vogels uit het Laat-Krijt van het huidige België, behorende tot de Ichthyornithes.

## Vondst en naamgeving
In het jaar 2000 vond de Nederlandse amateurpaleontoloog Rudi W. Dortangs in de mergelgroeve van de Cimenterie Belge Réunie-Romontbos ten westen van Eben Emael een steenblok waarin vogelbotten zichtbaar waren. Dortangs legde verschillende botten gedeeltelijk uit het gesteente bloot. Hij schonk het stuk aan het Natuurhistorisch Museum Maastricht. De vondst werd in 2002 gemeld in de wetenschappelijke literatuur en gezien als de jongste bekende Europese vogel die niet tot de kroongroep Neornithes behoorde.
Het fossiel was beperkt van omvang. Toen het voor het eerst door het museum tentoongesteld was, schreef De Telegraaf er een lovend artikel over. Een gezin, helemaal uit Holland naar Limburg afgereisd om de spectaculaire ontdekking te bewonderen, eiste en kreeg teleurgesteld zijn toegangsgeld terug. De botten waren niet helemaal uitgeprepareerd. In 2018 zond men het stuk naar Daniel J. Field van de Universiteit van Cambridge, welke het materiaal door doctorandus Juan Benito liet bestuderen. Benito voerde een CAT-scan uit maar zag daarop slechts wat wervels en ribben die hij niet de moeite waard achtte om een publicatie aan te wijden. In 2020 herhaalde, nu doctor, Benito de procedure met betere apparatuur. Het was nu mogelijk onderscheidende kenmerken waar te nemen die bewezen dat het het een nog onbekende soort betrof.
In 2022 werd de typesoort Janavis finalidens benoemd en beschreven door Juan Benito, Kuo Peichen, Klara E. Widrig, John W. M. Jagt en Daniel J. Field in een artikel in het gerenommeerde blad Nature. De geslachtsnaam combineert de naam van de Romeinse tweehoofdige god Janus met een Latijn avis, 'vogel'. Janus was de god van de aanvang en einde van gebeurtenissen. De naam verwijst naar het feit dat Janavis de laatste bekende vogel met tanden is. Dat was ook de achtergrond van de soortaanduiding, een combinatie van het Latijn finalis, 'uiteindelijk', en dens, 'tand'. Het fossiel is aangetroffen in een laag die slechts veertig meter onder de Krijt-Paleogeengrens ligt, wat overeenkomt met achthonderdduizend jaar. Op 10 december 2022 keerde het fossiel, samen met dat van de tegelijkertijd ontdekte en onderzochte Asteriornis, naar Maastricht terug waarna ze tot 7 mei 2023 in een speciale expositie werden tentoongesteld.
Het holotype NHMM RD 271 is gevonden in de Valkenburgafzetting van de Maastrichtformatie die dateert uit het late Maastrichtien en ongeveer 66,9 miljoen jaar oud is. Het bestaat uit een gedeeltelijk skeldt met schedel. Dortangs maakte een losse tand vrij, het volledige linkerpterygoïde ofwel vleugelbeen, drie borstwervels en een teenkootje. Verschillende van die elementen werden in 2002 fout beschreven of geïdentificeerd. Daarnaast bevinden zich nog een aantal elementen in het gesteente. Het betreft zes halswervels, vier borstwervels, zes ribben, het linkerschouderblad, het linkeropperarmbeen, een eerste kootje van de tweede vinger van de rechterhand, het bovendeel van het rechterdijbeen en verder nog wat fragmenten die door de scan niet te identificeren waren. Het schouderblad werd in 2002 voor de ellepijp aangezien.

## Beschrijving
Janavis is een vrij grote vogel. Het opperarmbeen heeft een lengte van 134,8 millimeter vergeleken met 71,5 millimeter voor het grootste bekende opperarmbeen van Ichthyornis, specimen YPM 1742. Dat wijst op een vleugelspanwijdte van ongeveer anderhalve meter. Extrapolerend uit de schachtomtrek van het opperarmbeen is het lichaamsgewicht geschat op 1504 gram. Extrapolatie uit de lengte van het opperarmbeen levert 1604 gram op. De minimale schatting is 1120 gram.
Behalve de grootte zijn verschillende andere kenmerken onderscheidend. Janavis verschilt van alle bekende Euornithes door een grotere mate van pneumatisering van de borstwervels en ribben, met name de aanwezigheid van grote pneumatische openingen in de onderzijde van de voorste borstwervels en een paar bultjes op de onderste buitenrand van de vijftiende presacrale wervel die doorboord zijn door vensters. Het schouderblad mist een processus acromialis. Dit laatste komt ook bij sommige euornithen voor maar die staan veel afgeleider.
In het algemeen lijkt Janavis sterk op Ichthyornis, vooral in de vorm van de wervels en het bewaarde vingerkootje.
De vorm van het pterygoïde deelt kenmerken met zowel de Paleognathae als de Neognathae, hoewel Janavis basaler staat dan beide. Het contact met het verhemeltebeen is balvormig, zonder vergroeiing. De contactfacetten met de processus basipterygoidei zijn groot en eirond. Het pterygoïde wijst op kinesis van het voorste deel van de schedel dat in staat zijn geweest onafhankelijk van het achterdeel op en neer te bewegen, net als bij Neognathae. Dat zou impliceren dat het onbeweeglijke verhemelte van Paleognathae geen plesiomorfie is, geërfd van oudere vormen, maar een secundaire ontwikkeling, wat haaks staat op eerdere inzichten.

## Fylogenie
Janavis is in de Ichthyornithes geplaatst.

## Levenswijze
Janavis was vermoedelijk een duikvogel, jagend op vissen, die zich voortstuwde met zijn achterpoten in de ondiepe warme zeeën waarin de formatie is afgezet.